# アフロディシアスのアレクサンドロス

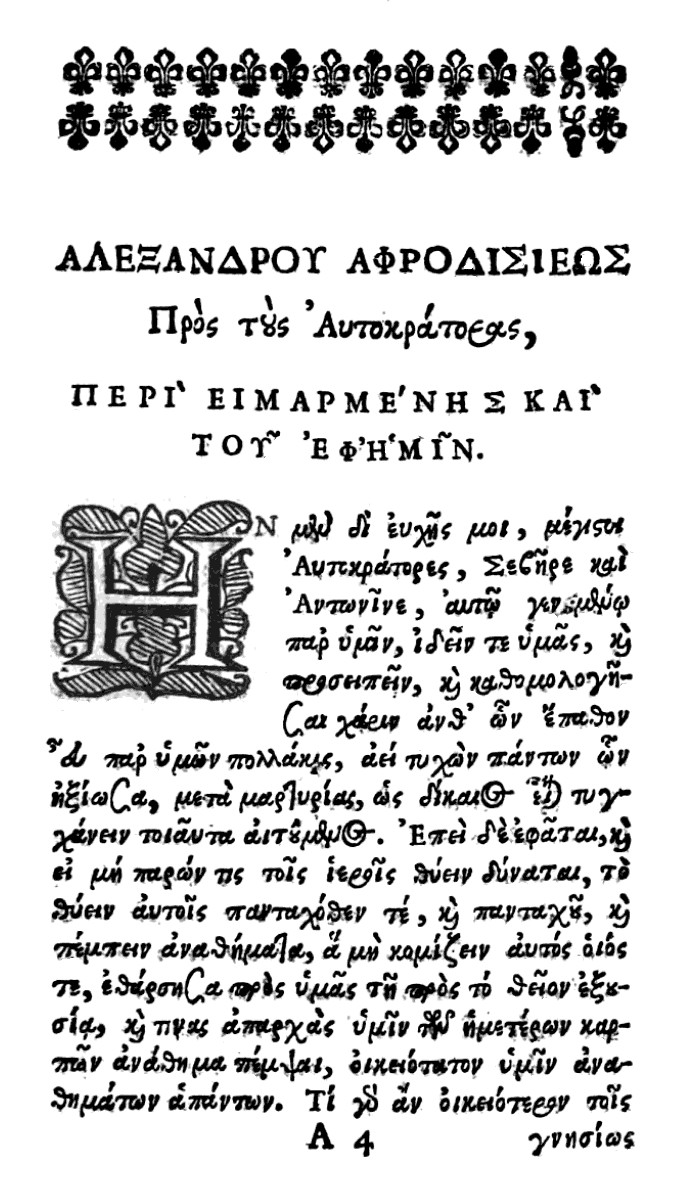
アフロディシアスのアレクサンドロス『運命について』(Pros tous Autokratoras)の最初の段落。1658年に発行された不明な版

アフロディシアスのアレクサンドロス (古希: Ἀλέξανδρος ὁ Ἀφροδισιεύς, 英: Alexander of Aphrodisias; 2～3世紀ごろ)は、ローマ帝国期の哲学者で、古代における最も著名なアリストテレス注釈者。カリアのアフロディシアス出身。3世紀初頭のアテナイに住み、逍遥学派の学頭となった。彼はアリストテレスの著作に対する注釈書（アリストテレス註解）を多く著したため、後世においては「注釈者」(ὁ ἐξηγητής, the commentator)と呼ばれる。中でも『分析論前書』、『トピカ』、『気象論』、『感覚と感覚されるものについて』、『形而上学』に対する注釈書が現存している。また、注釈書とは別に独自の論考も現存しており、『運命について』ではストア派の決定論の教義に反論している。アリストテレスの『霊魂論』と同題の『霊魂論』を書いてもいる。

## 生涯と事績

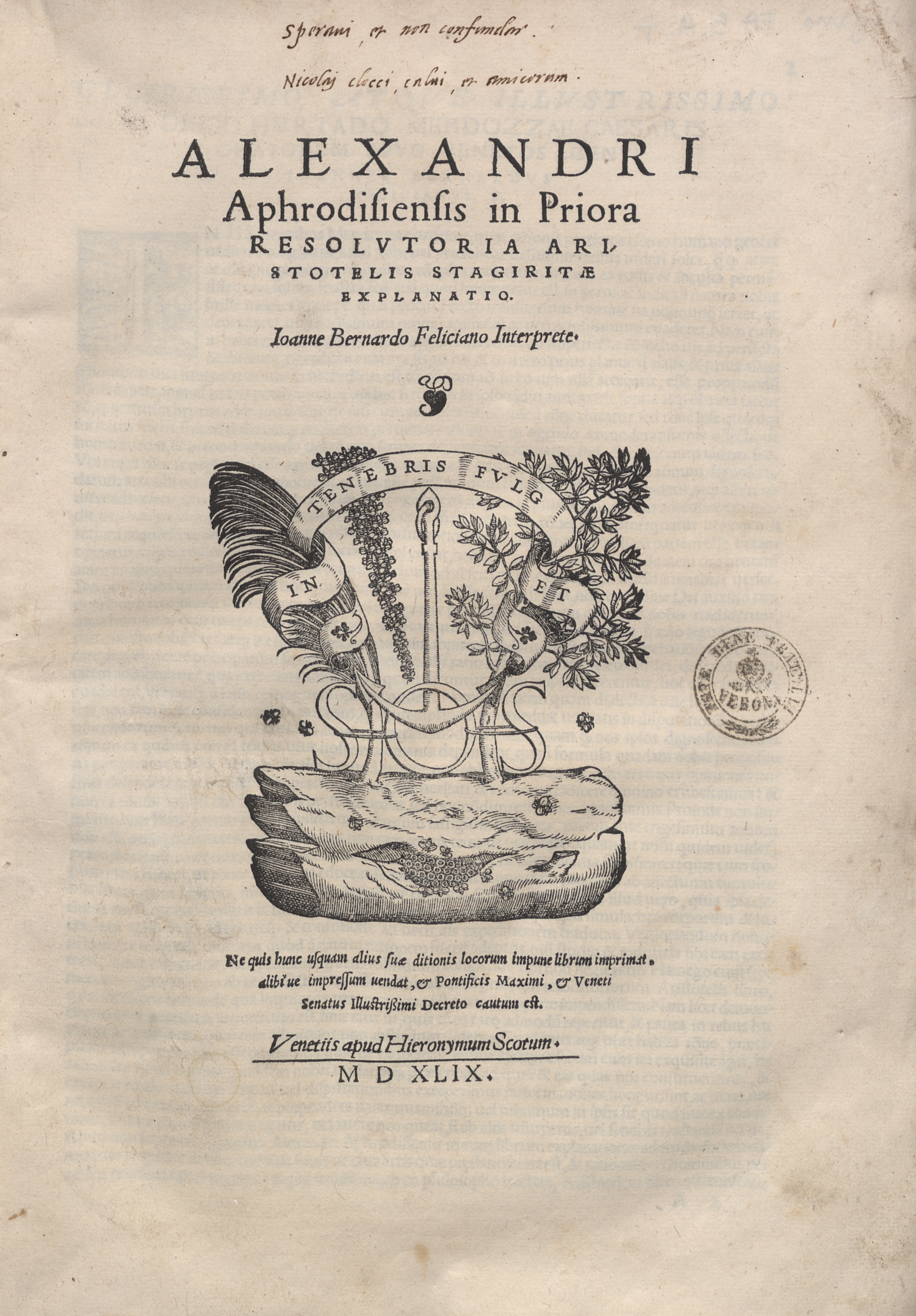
Commentaria in Analytica priora Aristotelis, 1549

アレクサンドロスはカリアのアフロディシアス出身で、2世紀終わりごろにアテナイに移住した。彼は二人のストア派の教師とおそらく一人の逍遥学派の教師、つまり哲学者ソシゲネス、ヘルミノス、そしておそらくミュティレネのアリストテレスの弟子となった。アテナイにおいて彼は逍遥学派の学頭となり、逍遥学派の哲学を教えた。アレクサンドロスがセプティミウス・セウェルス帝およびカラカラ帝に著書『運命について』を自らのアテナイにおける地位に対する謝意とともに献じたのは198年から209年の間であると考えられている。近年公刊されたアフロディシアスの碑文により、彼がアテナイに存在する学派の学頭であったことが確実となり、彼の全名が「ティトス・アウレリオス・アレクサンドロス」であることもわかった。彼の全名から、おそらく彼の祖父かあるいは別の先祖がアシア属州総督時代のアントニウス・ピウスによってローマ市民権を与えられたのだと考えられている。碑文では彼自身と同じくアレクサンドロスという名前で哲学者であった彼の父が讃えられている。さらにこのことから、彼の著作のうちいくつかは彼の父に帰されるのではないかという疑いがもっともらしいものとなっている。

### 註解

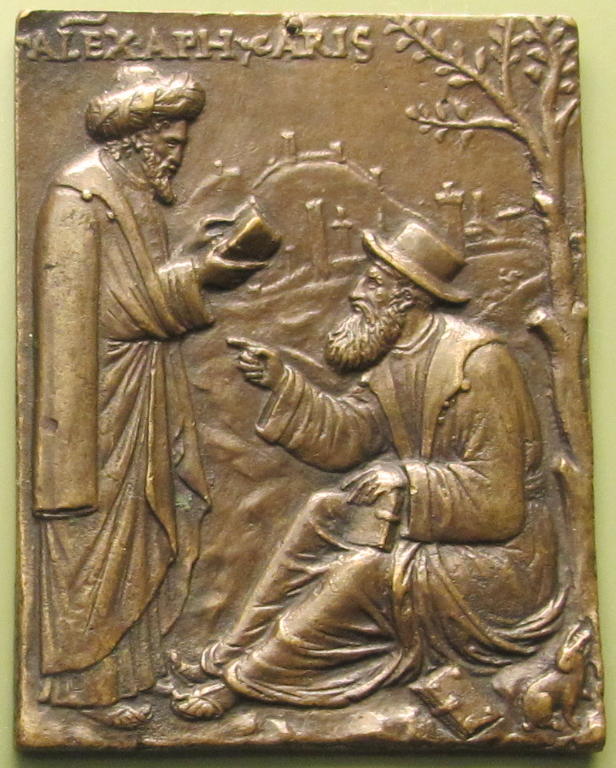
アンドレア・ブリオスコ『アリストテレスとアフロディシアスのアレクサンドロス』、16世紀のプラケット、ボーデ博物館

アレクサンドロスはアリストテレス註解をいくつか作成したが、その中で彼は折衷主義的傾向から逃れることとアリストテレスの教説を純粋な形で取り戻すことを模索した。彼の注釈書のうちで現存するのは、『分析論前書』(第1巻)、『トピカ』『気象論』、『感覚と感覚されるものについて』、『形而上学』(1-5巻)に対するものである。『形而上学』6-14巻のアレクサンドロスの名で伝わっている注釈（偽アレクサンドロス）は、エフェソスのミカエル（12-13世紀）のものだと推測されている。また『形而上学』12巻の注釈だけはイブン・ルシュドの『形而上学大注釈』の中に引用されており、その概要を知ることができる。『詭弁論駁論』に対する注釈もあるが同様に偽書だと考えられている。散逸した注釈には『命題論』、『分析論後書』、『天体論』、『生成消滅論』、『霊魂論』、『記憶と想起について』に対するものがあった。アレクサンドロスが三日月形の求積に関する注釈書を書き、これが円積問題に相当するとキリキアのシンプリキオスが言及している。2007年4月にイメージング解析によってアルキメデスのパリンプセストからアリストテレスの『範疇論』の古い注釈書が発見され、古典学者ロバート・シャープルズはアレクサンドロスがこの注釈書の著者である可能性が最も高いと主張した。

### 独自の論考
注釈書ではないアレクサンドロスの独自の論考もいくつか現存している。次の作品がそうである: 『霊魂論』、『問題と解決』、『倫理的諸問題』、『運命について』、『混合と成長について』。彼に帰せられているもののうち以下の三作品は偽書とされる: 『医学問題集』、『自然学的諸問題』、『熱について』。アレクサンドロスのその他の作品の中にはアラビア語訳で保存されているものがある: 『宇宙の諸原理について』、『神意について』、『運動に関するガレノス論駁』。
『霊魂論』(『魂について』、羅: De anima)はアリストテレスの同題の書物の注釈書ではないものの、アリストテレスの流れにそって書かれた霊魂に関する論考である。アレクサンドロスは、人間の未発達な理性は物質的(nous hulikos)であり肉体と不可分だと強く主張した。彼は魂が不朽だという説に対して強く反論したのである。彼は、その作用によって人間の中の潜在的な知性が活動するところの活動する知性(nous poietikos)を神とみなした。第二の著書は『「霊魂論」補遺』(Mantissa)として知られている。本書は25に分かれたシリーズになっており、そのうち最初の5巻で心理学を扱っている。残りの20巻は自然学や倫理学の問題を扱っており、その中で最も大きく取り上げられているのは視覚と光の問題で、最後の四巻では運命と神意について扱っている。本書は現在残っているような形ではアレクサンドロスが書いたものではないかもしれないが、それでも多くの部分は彼に帰されている。
『問題と解決』(羅:Quaestiones)は三巻からなり、『自然的な問いの問題と解決』と題されてはいるが扱われているのは必ずしも自然的でも問題になるようなことでもない。この三巻の書には全部で69の項目が設けられており、そのうち24項目で自然学を、17項目で心理学を、11項目で論理学・形而上学を、6項目で運命と神意の問題を扱っている。このうち全てをアレクサンドロスが書いたというわけではないと考えられており、いくつかは彼の弟子による練習問題の可能性があるが、他のいくつかはアレクサンドロス自身による解答であると考えられている。
『倫理的諸問題』は伝統的には『問題と解決』の第4巻として扱われてきた。本書はアリストテレスに基づいた倫理的問題に関する議論という形をとっており、アレクサンドロスの講義の中で生まれた質問・問題に対する回答を含んでいる。本書はアレクサンドロス自身が書いたのではなく、むしろ彼の弟子がアレクサンドロスの参加した議論に基づいて書いたのだと考えられている。
『運命について』はストア派の決定論的教義に反駁した論考である。『運命について』でアレクサンドロスは三つのこと- 必然性(ギリシア語: ἀνάγκη)、ストア派が神・自然とみなしたものの一部である運命づけられた出来事の予言、あらかじめ定められている(ギリシア語: προκαταβεβλημένος)つまり過去によってあらかじめ運命づけられている(ギリシア語: προηγουμένος)原因の結果という意味での運命論―を否定した。彼は我々が今日自由意志と呼んでいる倫理的能力を擁護した。
『混合と成長について』では物体の混合という話題を取り扱っている。本書はストア派自然学の議論(あるいは論争)を拡張したものであると同時に当時のアリストテレス思想を解説したものでもある。
『宇宙の諸原理について』はアラビア語で保存されてきた作品である。この論考は現存するギリシア語の文献では言及されていないがイスラーム世界では高い知名度を保っており、数多くの写本が残っている。本書の主な目的はアリストテレスの宇宙論・形而上学の概説を行うことだが、論争的な雰囲気が強く、逍遥学派内の敵対する説に対して向けられていた可能性がある。アレクサンドロスはアリストテレスの哲学体系内の溝を埋めることと矛盾を解決することに関心があったが、物理的世界と倫理的世界の両方を統一した図を示すことにも関心があった。本書で扱われている話題は普遍的な天上界と生滅を繰り返す地上との関係、それに天上の運動の性質である。彼の主要な典拠は『自然学』(第7巻)『形而上学』 (第12巻)、偽アリストテレスの『宇宙論』である。
『神意について』はアラビア語訳で二種類が現存している。この論考においてアレクサンドロスは、神の摂理は世界のあらゆる面に及んでいるというストア派の見解に反論している; この説は神を無価値なものに貶めると彼は考えていたのである。代わりに、摂理とは天から発して地上に至った力であって、地上のものを、それぞれの生物に直接かかわることなく生じさせたり滅したりする能力があると彼は考えた。

## 影響
6世紀までにはアレクサンドロスのアリストテレスに対する注釈は非常に有用なものとみなされ彼は「注釈者」(ギリシア語: ὁ ἐξηγητής)と呼ばれるようになった。彼の著書はアラビア語に訳されてアラブ人の間でも高く評価され、モーシェ・ベン・マイモーンにも大いに引用された。
1210年にパリの宗教会議で断罪宣告が下されたが、これはおそらく他でもないアレクサンドロスの著作を対象としたものであった。
ルネサンス初期には彼の魂の非不滅性の教説がピエトロ・ポンポナッツィ(彼はトマス主義者やアヴェロエス主義者と敵対していた)や彼の跡を継いだチェーザレ・クレモニーニに採用された。彼らはアレクサンドロス主義者として知られる。
アレキサンダーの暗帯と呼ばれる虹の光学現象は彼に因んで名づけられた。

## 近代における公刊
アレクサンドロスの著作のうちいくつかが1495年ー1498年にアリストテレス著作集の一部としてアルド印刷所で印刷された; 彼の『運命について』(伊: De Fato)および『霊魂論』(伊:De Anima)は1534年にヴェネツィアでテミスティオスの著作とともに印刷された。前の作品はグロティウスおよびシュルテスによってラテン語訳され、ヨハン・カスパール・フォン・オレリの校訂を受けて1824年にチューリヒで出版された。そして彼の『形而上学』に対する注釈はヘルマン・ボニッツによって1847年にベルリンで出版された。1989年には『アリストテレス「形而上学」について』の最初の部分がAncient commentators projectの一環として公刊された。それ以降、彼の他の作品が英訳されている。

### 英訳
- R. W. Sharples, 1990, Alexander of Aphrodisias: Ethical Problems. Duckworth. ISBN 0-7156-2241-2
- W. E. Dooley, 1989, Alexander of Aphrodisias: On Aristotle Metaphysics 1. Duckworth. ISBN 0-7156-2243-9
- W. E. Dooley, A. Madigan, 1992, Alexander of Aphrodisias: On Aristotle Metaphysics 2-3. Duckworth. ISBN 0-7156-2373-7
- A. Madigan, 1993, Alexander of Aphrodisias: On Aristotle Metaphysics 4. Duckworth. ISBN 0-7156-2482-2
- W. Dooley, 1993, Alexander of Aphrodisias: On Aristotle Metaphysics 5. Duckworth. ISBN 0-7156-2483-0
- E. Lewis, 1996, Alexander of Aphrodisias: On Aristotle Meteorology 4. Duckworth. ISBN 0-7156-2684-1
- E. Gannagé, 2005, Alexander of Aphrodisias: On Aristotle On Coming-to-Be and Perishing 2.2-5. Duckworth. ISBN 0-7156-3303-1
- A. Towey, 2000, Alexander of Aphrodisias: On Aristotle On Sense Perception. Duckworth. ISBN 0-7156-2899-2
- V. Caston, 2011, Alexander of Aphrodisias: On Aristotle On the Soul. Duckworth. ISBN 0-7156-3923-4
- J. Barnes, S. Bobzien, K. Flannery, K. Ierodiakonou, 1991, Alexander of Aphrodisias: On Aristotle Prior Analytics 1.1-7. Duckworth. ISBN 0-7156-2347-8
- I. Mueller, J. Gould, 1999, Alexander of Aphrodisias: On Aristotle Prior Analytics 1.8-13. Duckworth. ISBN 0-7156-2855-0
- I. Mueller, J. Gould, 1999, Alexander of Aphrodisias: On Aristotle Prior Analytics 1.14-22. Duckworth. ISBN 0-7156-2876-3
- I. Mueller, 2006, Alexander of Aphrodisias: On Aristotle Prior Analytics 1.23-31. Duckworth. ISBN 0-7156-3407-0
- I. Mueller, 2006, Alexander of Aphrodisias: On Aristotle Prior Analytics 1.32-46. Duckworth. ISBN 0-7156-3408-9
- J. M. Van Ophuijsen, 2000, Alexander of Aphrodisias: On Aristotle Topics 1. Duckworth. ISBN 0-7156-2853-4
- R. W. Sharples, 1983, Alexander of Aphrodisias: On Fate. Duckworth. ISBN 0-7156-1739-7
- Charles Genequand, 2001, Alexander of Aphrodisias: On the Cosmos. BRILL. ISBN 90-04-11963-9
- R. W. Sharples, 1992, Alexander of Aphrodisias: Quaestiones 1.1-2.15. Duckworth. ISBN 0-7156-2372-9
- R. W. Sharples, 1994, Alexander of Aphrodisias: Quaestiones 2.16-3.15. Duckworth. ISBN 0-7156-2615-9
- R. W. Sharples, 2004, Alexander of Aphrodisias: Supplement to On the Soul. Duckworth. ISBN 0-7156-3236-1